# 汤若望
汤若望（德語：Johann Adam Schall von Bell，通常縮短為Adam Schall，1591年5月1日—1666年8月15日），字道未，神圣罗马帝国科隆選侯國（今北威州科隆）人，天主教耶稣会修士、神父、学者、传教士，明末清初時來華傳教47年，官至一品（补子上为仙鹤），一生沒有再回到歐洲家鄉。为纪念他，北京市和科隆成为友好城市。
順治八年八月二十一日，誥贈太常寺卿管欽天監監正事湯若望之祖父湯玉函、父湯利國為通議大夫太常寺卿，祖母郎氏、母謝氏為淑人；湯若望階通議大夫。

## 早年
1591年5月1日，湯若望於出生在神圣罗马帝国德國萊茵河畔科隆城的一個貴族家庭，他的德文名為Johann Adam Schall von Bell，父母都是虔誠的天主教徒。他出生時，父母抱他到教堂領洗，取名Johann Adam。到中國后，根據Johann Adam 的發音和當時的譯法，取中國名為“湯若望”，還按古時中國習慣，取“道未”為字，出自《孟子》的“望道而未之見”。
時至今日，在波恩附近的呂符騰貝格（Lueftelberg）还有汤若望家族的古典城堡，這裡青山環繞，景緻幽靜。湯若望在此莊園度過了幼年時光，并受到良好的教育。中學生活是在耶穌會創辦的“三王冕”中學度過的，畢業時作為出類拔萃的學生被選送進天主教的高等學府──設在意大利的德意志學院。
1608年，16歲的他就離開家庭到羅馬讀書了。他先是學了三年哲學，接著又攻讀神學、天文學和數學，先後共四年。1611年在罗马加入耶稣会，后来考入耶稣会创始人建的羅馬學院。

## 在明末傳教
1618年4月16日，在從中國返歐的耶稣会法國修士金尼閣的帶領下，湯若望、鄧玉函和羅雅各（Giacomo Rho）等22名傳教士，從葡萄牙的里斯本啓航東渡。就這樣，湯若望告別了歐洲故土，一生再未返回。

### 到達澳門
1618年10月4日，經過了五個半月的苦難歷程，航船抵達印度的果阿，調整生活幾個月。1619年5月，重新啟程，金尼閣與鄧玉函同乘一船，湯若望與齊惟才（Wenceslaus Kirwitzer）搭乘另一船，先後向中國南海方向駛去。兩個月後，他們分別在澳門登陸。1619年7月15日 (萬曆四十七年六月二十日)，湯若望一行抵達澳門，时值由沈漼發起的「南京教案」平息不久，传教士们不得不暂时留在澳门聖·保祿學院裏学习中國語言和文化。
1622年6月23日 (天啟二年五月十五日)，耶稣会士布鲁诺（Bruno）、罗雅各和汤若望指挥炮手击退了入侵澳门的英荷联军。朝中耶稣会士的朋友们如徐光启等人，上奏天啟帝力邀传教士进京帮助朝廷，以挽回明朝頹勢。但傳教士們反對以此為藉口進京，強調自己一方面不諳軍事武器知識；另方面，此舉亦與信仰不符。對此，李之藻勸說道：“你們利用這個稱號，就像裁縫用針一樣，針在縫製衣服的時候是有用的；用過之後，就將它擱置一旁不用了。當你們得到皇帝的允許，能夠留在京城之後，就可以很容易地將劍放在一旁，而將筆拾起來。”於是，湯若望經由廣州、江西、浙江等省，最後於1623年1月25日 (天啟二年十二月二十五日) 到達北京。

### 第一次在北京
湯若望仿效當年的利瑪窦，將他從歐洲帶來的數理天文書籍列好目錄，呈送朝廷，並在住所陳列從歐洲帶來的科學儀器，供官員和學者們參觀。
到北京不久，就成功地預測了當年 (1623年，天啟三年) 10月8日 (農曆九月十五日) 出現的月食，後來又成功地預測了第二年 (1624年，天啟四年) 9月 (農曆八月) 的月食。此外，他還採用一種羅馬關於月食的計算方法，計算出北京子午圈與羅馬子午圈的距離。爲此，湯若望完成了测算日食和月食的《交食说》，印刷分贈給眾官員並呈送朝廷。
1627年 ( 天啟七年 ) 夏，由於宦官魏忠賢專權，北京的傳教氣氛不佳。同時，應教徒王徵懇請，湯若望被派往西安接替金尼閣。他在西安城內建立了一座小教堂，除了開展宗教活動外，他始終堅持科學研究和著述工作。1629年 (崇禎二年)，他用中文寫了一本介紹伽利略望遠鏡的《遠鏡說》。此書圖文並茂，從原理、結構功能和使用方法上詳細介紹了伽利略式望遠鏡，成爲中國科技史上關於光學和望遠鏡的奠基性著作，對後世應用有重要影響。湯若望和鄧玉函是第一批把望遠鏡帶進中國的傳教士。但最終成功把望遠鏡帶到北京并廣為應用的，卻是湯若望。

### 第二次在北京
1630年（崇祯三年），由于鄧玉函去世，主持修曆的禮部尚書徐光啓急需精通天文學的人才，故上奏崇禎帝，力薦湯若望回北京供職于欽天監历局。在欽天監，湯若望协助徐光启编修《崇祯历书》，推廣天文學，製作儀器。 1631年（崇祯四年），徐光啓和下屬首次用望遠鏡觀看了日食。觀測過後，徐光啓歎爲觀止，在給崇禎帝的奏摺中寫道：「若不用此法，止憑目力，則炫躍不真。」 除此之外，湯若望還編寫和翻譯了大量書籍，內容大多集中在恒星交食方面。
湯若望在徐光啓主持下參與測量並繪制了大幅星圖的工作。他們繪制的星圖“突破了中國兩千年的傳統”，“形成了現代中國星象的基礎”。繪制時所使用的數據都是在徐光啓主持下重新測定的。這幅星圖“是近代恒星天文學理論和實踐結合的產物。從此在星名表達方式、星座的組織和體制，恒星的測量和推算、星圖的形制和表繪方式、星座星數的擴充等許多方面，改進了我國歷史悠久的傳統星圖的形式和內涵。它使突出于世界天文學史的中國古星圖，在歐洲科學革命時期發生了根本性的變化，成爲一幅具有劃時代意義的傑出星圖。”他們繪製的大幅星圖有兩幅現存於羅馬梵蒂岡圖書館。
1634年12月（崇祯七年十一月）,在徐光啓和湯若望主持下，經過十多年的辛勤工作，欽天監終于完成了卷帙浩繁的《崇禎曆書》，共計46種137卷。《崇禎曆書》是對中國傳統曆法的重大改革。該曆書參考了第谷的宇宙體系，雖未採用日心說，但在清初的修訂版《西洋新法曆書．五緯曆指一》大量引用哥白尼的天體運行論，並對其做了介紹。。1639年1月6日（崇祯十一年十二月三日），崇禎皇帝對湯若望等人的治曆工作十分贊賞，親賜北京南堂耶穌會所御匾一方，上面親書“欽褒天學”四個大字。《熙朝崇正集》卷二載崇禎十一年，顧錫疇《禮部體准給匾欽褒天學疏》，謂：「如遠臣湯若望創法立器，妙合天行，今推步前勞已著，講解後效方新，功宜首敘。」
1640年（崇祯十三年），湯若望還同中國學者李天經合作，翻譯了1550年德國礦冶學家阿格里科拉（Georgius Agricola）撰寫的論述16世紀歐洲開採、冶金技術的巨著《論礦冶》（De re Metallica），中譯本定名爲《坤舆格致》。此書編成後，湯若望進呈給朝廷，崇禎皇帝御批：“發下《坤輿格致》全書，著地方官相酌地形，便宜採取”。但因明王朝迅速崩潰，該書未及刊行。
湯若望初入華時，正值明朝內憂外患之際，滿洲努爾哈赤及皇太極的勇兵悍將“非火器戰車不可禦之”。1642年（崇禎十五年），湯若望奉旨設廠鑄炮。但他“竭力尋找借口，希望朝廷能原諒他不能從命。他堅持說，爲戰爭制造武器與他的身份是不相符的，而且在造炮方面他僅有一點點書本知識，沒有實踐經驗。但是他的申訴沒有被接受，他不得不屈從於皇帝的命令。”從中可見湯若望內心的掙扎。但就憑著這“一點點書本知識”，他居然能在兩年中鑄造出銅炮20門。在此期間，湯若望不但造出了优质的大炮，还与中国学者焦勖合著了《火攻挈要》。
雖是處於明末的兵荒馬亂之中，湯若望因其信仰，能泰然處之，為了不讓《崇禎曆書》木刻被毀，安然地守護在自己的教堂裡；並且勇敢上奏崇禎帝：“臣自大西洋八萬里航海東來。不婚不宦。以昭事上主，闡揚天主聖教為本。勸人忠君、孝親、貞廉、守法為務⋯⋯作賓於京，已有年所。曾奉前朝故皇帝令修曆法，著有曆書多卷，付工鐫版，尚未完竣，而版片已堆積累累⋯⋯”，因而恳请“仍居原寓，照舊虔修”。 字裡行間都透露出湯若望雖走科學傳教道路，仍然非常清楚自己來華的首要目的是傳教。

## 在清初傳教

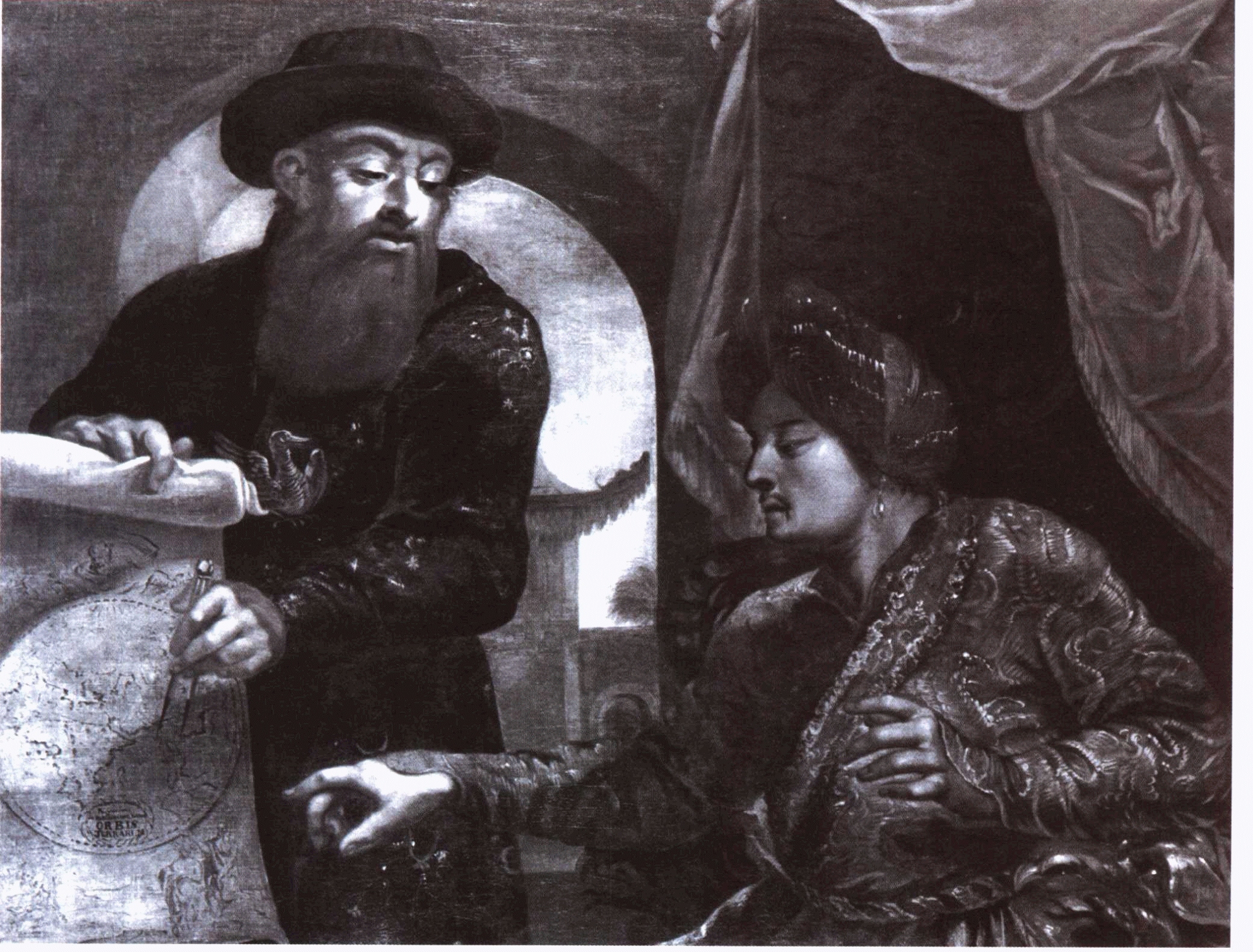
西方传教士想象中的汤若望与顺治帝

### 續留北京
清军入关后，湯若望投归清朝，被任命為清朝第一任钦天监监正（天文曆法局局長）。1644年（崇祯十七年）清兵占领北京，需要颁布新的历法，汤若望的“西洋新法历书”获得颁行，为《時憲曆》。汤若望深得清朝摄政王多爾袞和顺治帝的信任，1655年 (顺治十二年）受封为通政使，晋一品，封赠三代。

### 康熙曆獄
顺治帝死后，年幼的康熙帝繼位。辅政大臣鳌拜反对西洋学说，1664年 (康熙三年) 发生“曆獄”，汤若望被判凌遲死刑。1665年 (康熙四年)，因京师地震造成百姓不安，為安撫民心將湯若望免死羁狱，获孝莊太皇太后特旨释放。

### 逝世
1666年8月15日（康熙五年七月十五），湯若望病故。1669年（康熙八年），康熙帝將汤若望平反。

## 遗迹
他在北京古观象台观测天象并编撰历书的工作室、在天主教北京南堂的居所以及他的墓地（注：文革期间遭损毁）均保存至今，供游人参观。他和其他60位外国科学家、画家和传教士同葬的北京滕公柵欄墓地位于车公庄北京市行政学院内。

## 人事关系

### 在明朝
朝廷
- 徐光启，教友，合作伙伴。
- 崇祯帝，重用汤若望

### 在清朝
清皇室成员
- 睿亲王多尔衮，重用汤若望。
- 孝莊太皇太后，科尔沁蒙古族出身，欣赏其才能。
- 顺治帝，尊称汤若望为“玛法”（转写：mafa，“爷爷”）。
- 康熙帝，为汤若望案平反，率众追悼。追赠汤若望光禄大夫（正一品）。

李氏朝鲜王室成员
- 昭顯世子，朝鲜王朝王储，丙子胡乱人质，汤若望的朋友、向朝鲜王朝传福音希望所在，但不幸早逝。

耶稣会传教士
- 南懷仁，曾协助汤若望办理北京教务。

反基督教、反西学、反新历者
- 杨光先，反西学煽动者，康熙曆獄诬告者。
- 吴明炫，回族，曾任钦天监回回科秋官正、杨光先为首时的监副。

钦天监同事、康熙曆獄同案犯
- 杜如预
- 杨宏量
- 李祖白，教友
- 宋可成
- 宋发
- 朱光显
- 刘有泰

## 延伸阅读
[在维基数据编辑]
 《清史稿·卷272》，出自趙爾巽《清史稿》
 在维基共享资源阅览影像

## 外部連結
- 黃一農：
  - 〈耶穌會士湯若望在華恩榮考〉
  - 〈湯若望與清初西曆之正統化〉
  - 〈王鐸書贈湯若望詩翰研究──兼論清初貳臣與耶穌會士的交往〉
  - 〈湯若望《新曆曉或》與《民曆鋪註解惑》二書略記〉